# كريون (نهر)
كَريون هو نهر في شمال إسبانيا. مصدره في سلسلة جبال كريون ، وهو أحد روافد نهر بسيورقة. يقع مجرى النهر بأكمله داخل مقاطعة بالنثيا.